# توني أنثوني (ممثل)
توني أنثوني (بالإنجليزية: Tony Anthony) (ولد روجر بيتيتو؛ 16 أكتوبر 1937) ممثل، منتج، كاتب سيناريو ومخرج أميركي اشتهر بأدوار البطولة في أفلام من نمط سباغيتي وسترن، ومعظمها تم إنتاجها بمساعدة أصدقائه والمقربين ألن كلاين وساول سويمر.

## روابط خارجية
- توني أنثوني على موقع IMDb (الإنجليزية)
- توني أنثوني على موقع أول موفي (الإنجليزية)
- توني أنثوني على موقع قاعدة بيانات الأفلام السويدية (السويدية)
- توني أنثوني على موقع قاعدة بيانات الفيلم (الإنجليزية)
- توني أنثوني على موقع كينوبويسك (الروسية)